# Volver a los 17
«Volver a los 17» es una canción de inspiración folclórica chilena interpretada por la cantautora Violeta Parra, «una de las personalidades más importantes en la historia de la música popular chilena». Es una sirilla-canción compuesta por Parra en 1962 que figura como el segundo tema del lado B de su álbum Las últimas composiciones (1966), considerado como uno de los mejores discos chilenos según varias personalidades de la música.
Resultó problemática su interpretación durante la dictadura de Augusto Pinochet junto a «Gracias a la vida». La letra de «Volver a los 17» es poseedora de un profundo lirismo reivindicatorio para «el valor del sentimiento por encima de la razón» con una retórica que pretende describir «los efectos depuradores, ardientes, del amor logrado».
Como parte de los temas clásicos del cancionero latinoamericano, ha sido interpretada, versionada y remezclada por diversos artistas en varios escenarios del mundo, entre los que se encuentran Mercedes Sosa, Milton Nascimento, Joan Manuel Serrat, Franco Simone, Víctor Manuel, Rosa León, Paloma San Basilio, Charly García, Caetano Veloso, Myriam Hernández, Chico Buarque, Zélia Duncan, Gal Costa, Dúo Coplanacu, Rozalén, Marilia Andrés con Nacho Vegas, Gemma Humet (en catalán), entre otros.